# Spaarnebrug
De Spaarnespoorbrug, soms ook wel Spaarnebrug genoemd, is een spoorbrug in Haarlem, overspant het Spaarne en maakt deel uit van de Spoorlijn Amsterdam - Haarlem. De brug bestaat uit een beweegbaar en een vast deel. Het beweegbare deel is een dubbelsporige ophaalbrug met gescheiden balanspriemen en een enkelsporige ophaalbrug. Het vaste deel bestaat uit twee bruggen, een tweesporige en een enkelsporige, van ongeveer 50 meter lengte.
Eind 2015 en begin 2016 werd er gewerkt aan het vervangen van de brugpijlers van de spoorbrug. Deze stammen uit 1908 en waren toe aan vervanging vanwege verzakkingen.

## Historie

### 1842 tot 1906
De eerste brug op deze locatie was een enkelsporige draaibrug met twee gietijzeren draaigedeelten van 23,20 meter, elk met een massa van 110 ton. Daarnaast had de Spaarnebrug vaste aanbruggen aan weerszijden met doorvaartwijdten van 8 meter. In totaal had deze door F.W. Conrad ontworpen brug zes overspanningen.

### 1906 tot 1972
In 1906 werd de draaibrug vervangen door drie enkelsporige rolbasculebruggen met een doorvaartwijdte van 10,50 meter. Aan de oostzijde kwamen twee vaste vakwerkbruggen met gebogen bovenrand, een tweesporige en een enkelsporige, van 50 meter lengte.

### 1972 tot 2003
In 1972 werden twee rolbasculebruggen vervangen door een dubbelsporige ophaalbrug.

### 2003 tot heden
In 2003 werd de laatste oude rolbasculebrug vervangen door een ophaalbrug voor enkelspoor.

## Varia
- Volgens een artikel van het Haarlems Dagblad was de brug uit 1907 een van de mooiste spoorbruggen van Nederland.[4]